# فضاى (حبيش)

تعديل مصدري - تعديل

فضاى هي إحدى قرى عزلة شباع بمديرية حبيش التابعة لمحافظة إب، بلغ تعداد سكانها 812 نسمة حسب تعداد اليمن لعام 2004.